# Железник (област Бургас)
 За другото българско село вижте Железник (Област Кърджали).  
Желèзник е село в Югоизточна България, община Карнобат, област Бургас.

## География
Село Железник се намира на около 47 km запад-северозападно от центъра на областния град Бургас, около 11 km юг-югозападно от общинския център град Карнобат и около 34 km изток-североизточно от град Ямбол. Разположено е по полегатия северен склон на хълм в Хисаро-Бакаджишкия праг. Надморската височина в центъра на селото е около 220 m. През североизточния и северозападния краища на селото протичат ляв приток и едно от разклоненията на течащата на север местна река, която е ляв приток на река Мочурица.
Северно покрай Железник минава автомагистрала Тракия, с която селото няма непосредствена пътна връзка. Общински пътища водят от Железник: на север през село Крумово градище до връзка с третокласния републикански път III-795; на юг през селата Сан-Стефано и Добриново до село Житосвят и връзка там с пътя III-795; на запад през селата Деветак и Деветинци до село Венец и връзка там с първокласния Подбалкански път.
Землището на село Железник граничи със землищата на: село Церковски на северозапад; село Крумово градище на север и изток; село Екзарх Антимово на югоизток; село Смолник на юг; село Сан-Стефано на югозапад; село Деветак на запад.
В землището на Железник има 2 язовира – „Шейтан дере“ и „Под селото“.
Населението на село Железник, наброявало 827 души при преброяването към 1934 г. и 845 към 1946 г., намалява до 250 към 1985 г. и 57 (по текущата демографска статистика за населението) към 2021 г.
При преброяването на населението към 1 февруари 2011 г., от обща численост 92 лица, за 91 лица е посочена принадлежност към „българска“ етническа група.

## История
След Руско-турската война 1877 – 1878 г., по Берлинския договор 1878 г. селото остава в Източна Румелия; присъединено е към България след Съединението през 1885 г.
През 1934 г. селото с дотогавашно име Èвренлѝи е преименувано на Железник.
Училище в село Евренлии (Железник) се открива вероятно през 1892 г. или по-късно. Училищна сграда е построена през 1951/1952 г. До 1962 г. обучението се води в слети класове. От 1944 до 1951 г. училището в село Железник е начално. През учебната 1951/1952 г. се открива прогимназия. Училището съществува до учебната 1977/1978 г.
Православният храм „Свети Иоан Рилски“ в село Железник е осветен през 1939 г.

## Личности
Родени в Железник
- Божил Георгиев Грозданов Войводов (1881 - след 1943), български революционер от ВМОРО